# Waku Kungo flygplats
Waku Kungo flygplats är en flygplats i Angola.   Den ligger i provinsen Benguela, i den västra delen av landet, 400 kilometer sydost om huvudstaden Luanda. Waku Kungo flygplats ligger 1 327 meter över havet.
Terrängen runt Waku Kungo flygplats är platt söderut, men norrut är den kuperad. Terrängen runt Waku Kungo flygplats sluttar västerut. Runt Waku Kungo flygplats är det glesbefolkat, med 17 invånare per kvadratkilometer.. Närmaste större samhälle är Uacu Cungo, 7,9 kilometer norr om Waku Kungo flygplats.
I omgivningarna runt Waku Kungo flygplats växer huvudsakligen savannskog.